# Donaghadee
Donaghadee (irl. Domhnach Daoi) – miasto w Irlandii Północnej, w hrabstwie Down, położone na półwyspie Ards, nad Kanałem Północnym. Według danych szacunkowych na rok 2010 liczy 8 799 mieszkańców.